# Йезевиц
Йезевиц (нем. Jesewitz) — община в Германии, в земле Саксония. Подчиняется административному округу Лейпциг. Входит в состав района Северная Саксония. Подчиняется управлению Айленбург-Вест.
Население составляет 3070 человек (на 31 декабря 2010 года). Занимает площадь 52,27 км².
Община подразделяется на 15 сельских округов.

## Население
| Год  | Численность | Численность |
| ---- | ----------- | ----------- |
| 2017 | 3068        | [ 1 ]       |
| 2019 | 3085        | [ 3 ]       |
| 2021 | 3087        | [ 4 ]       |
| 2022 | 3074        | [ 5 ]       |
| 2023 | 3092        | [ 2 ]       |